# 家庭料理技能検定
家庭料理技能検定（かていりょうりぎのうけんてい）は、家庭料理に関する栄養学および調理学の知識と技術を認定する検定試験である。略称は料検（りょうけん）。女子栄養大学などを運営する学校法人香川栄養学園が試験を実施している。
かつては文部科学省認定の技能審査の一つ（公的資格）だったが、現在は文部科学省後援の試験となっている。この他、農林水産省、厚生労働省なども後援している。
階級は1級、準1級、2級、3級、4級、5級の6段階がある。

## 受験資格
準1級以下は受験制限は設定されていないが、1級に関しては準1級の合格者のみが受験できる。
また、性別による受験制限はない。女性だけでなく男性も受験できる。

## 試験形式
4級と5級は一次試験のみ、3級以上では一次試験と二次試験の両方が課される。
一次試験では食生活、栄養学、調理学、食品衛生について幅広い知識が要求される。

一次試験は個人で受験する場合は全ての級でCBT方式で解答することになるが、準1級、1級、2級、3級は団体で受験する場合のみマークシート使用の筆記試験で解答することもできる。

4級、5級は団体受験の場合でもCBT方式で解答することになる。また、1級の団体受験は認められていない。
二次試験では調理技術に関する実技課題が出題される。

## 合格基準
一次試験は得点率60%以上で合格となる。
二次試験は各級のそれぞれの問題が全て得点率60%以上だった場合のみ合格となる。
一次試験に関しては科目合格制度がある。有効期間は1年間である。